# Dampfschiffahrts-Gesellschaft für den Nieder- und Mittelrhein

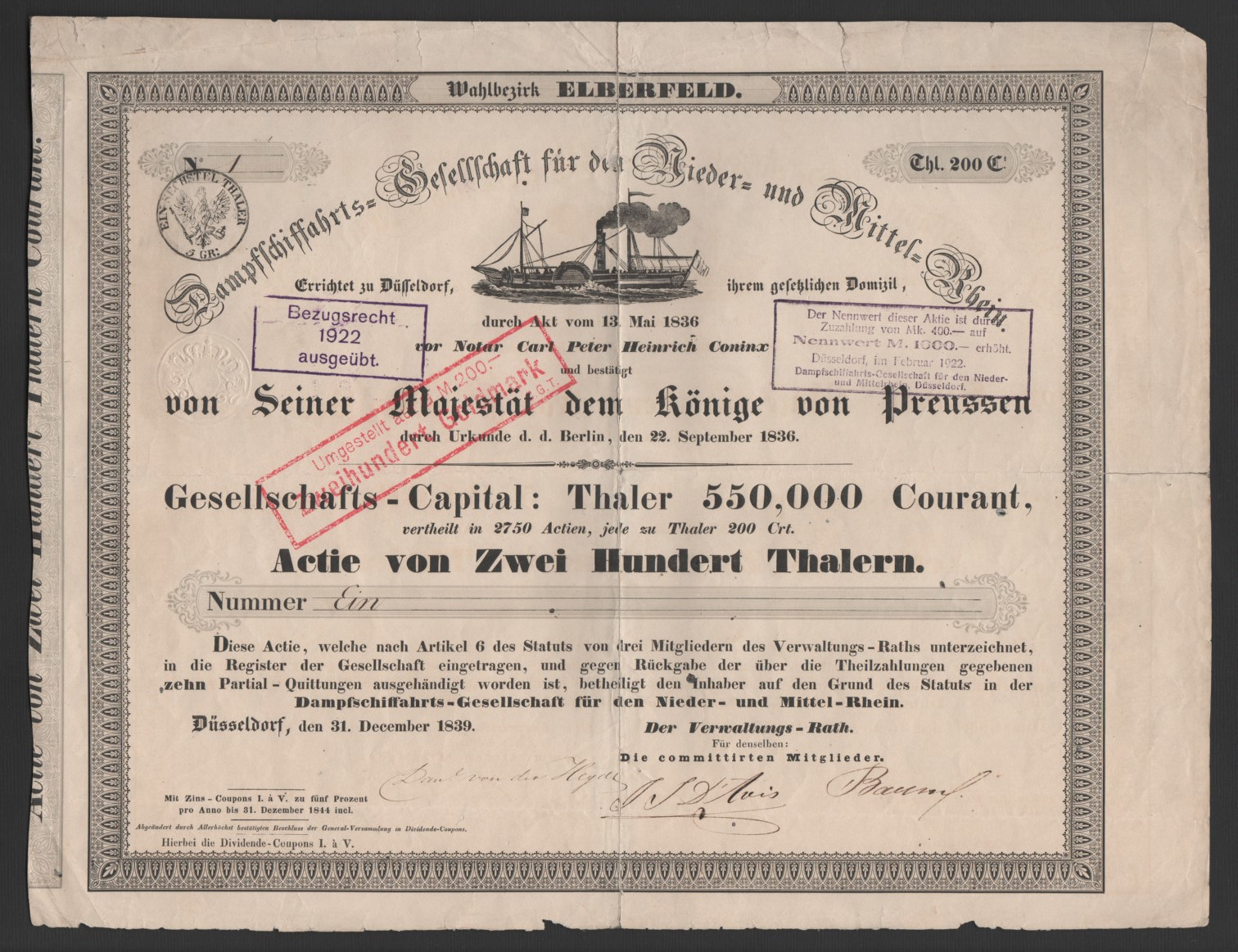
Die erste Aktie der Gesellschaft vom 31. Dezember 1839

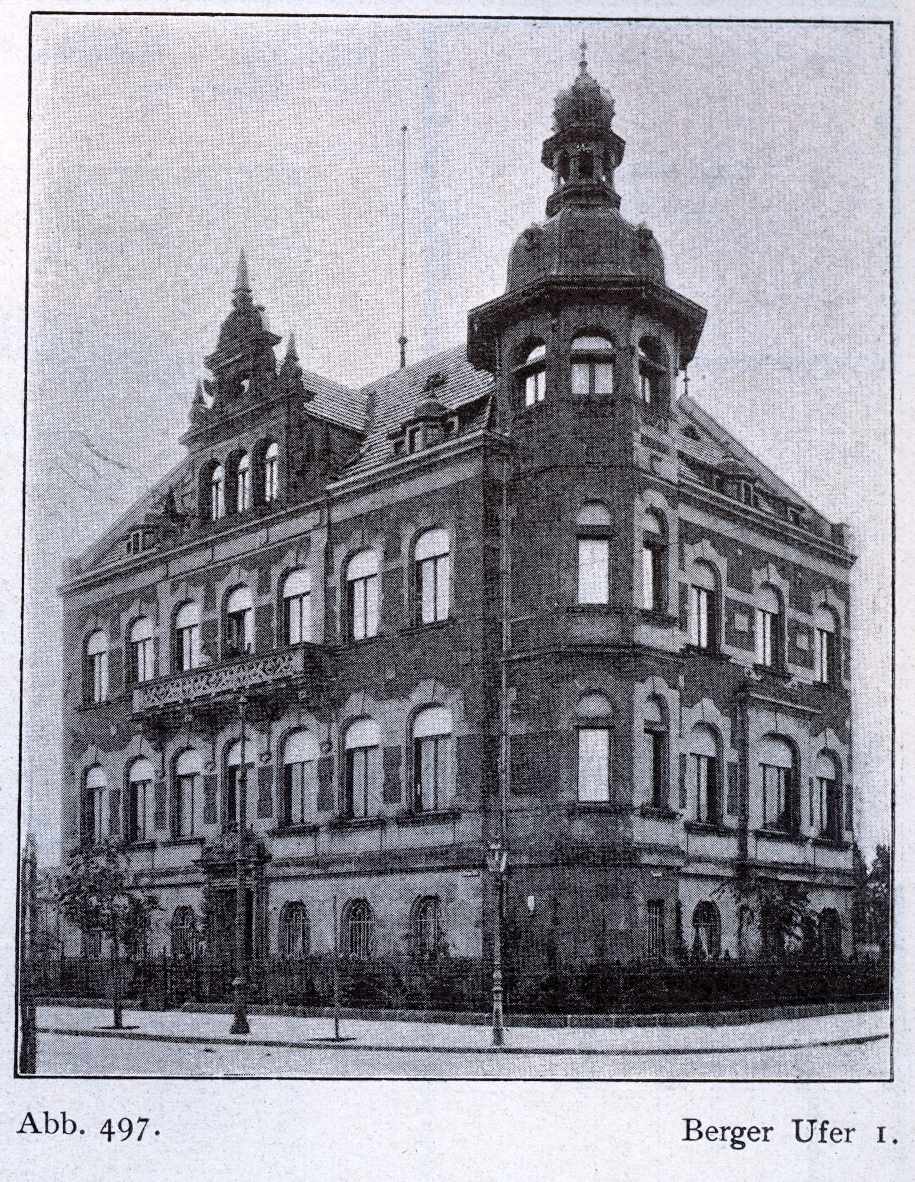
Direktionsgebäude der Gesellschaft am Berger Ufer 1 in Düsseldorf

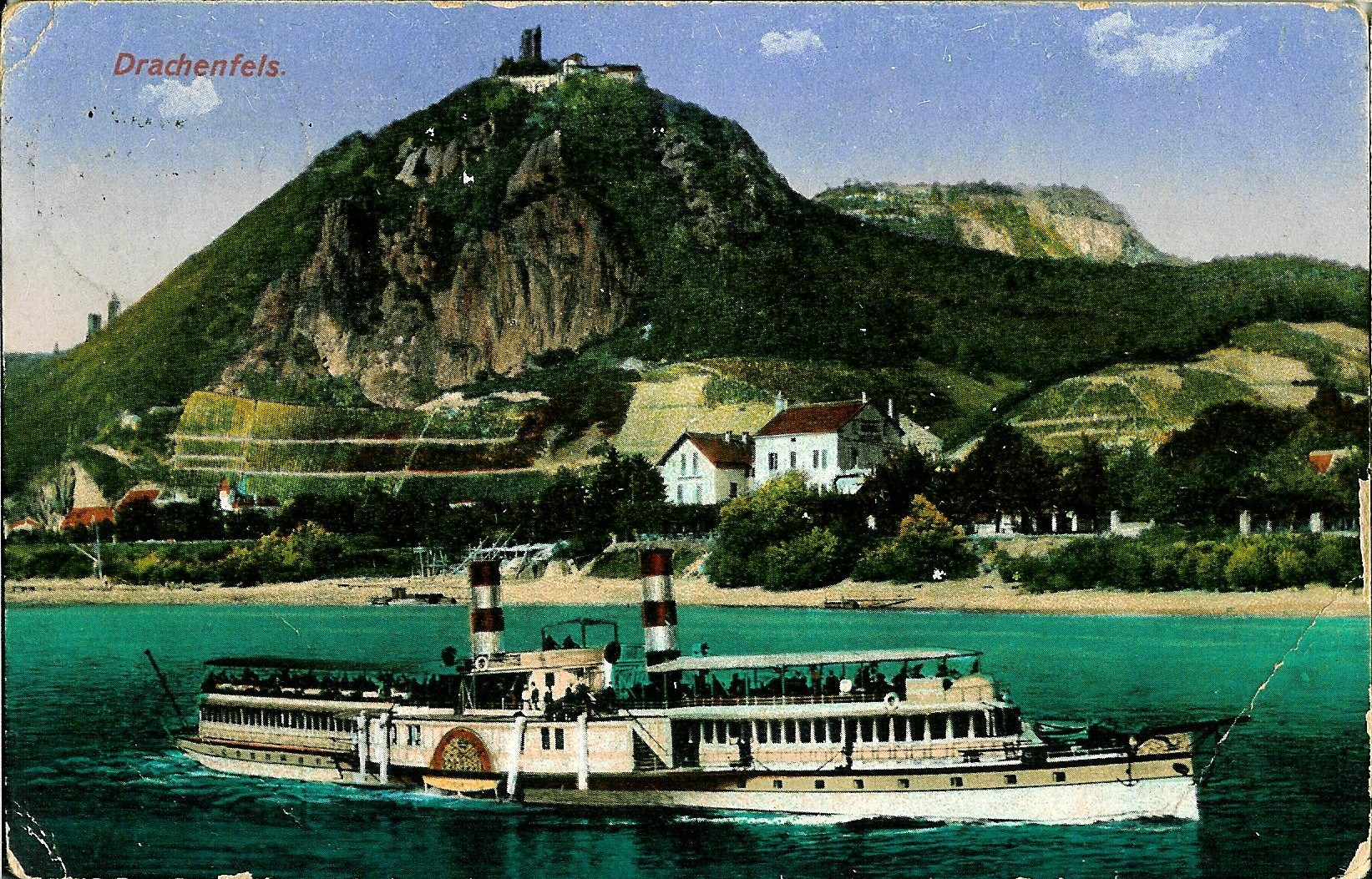
Postkarte der DGNM Drachenfels mit dem gleichnamigen Berg (1916)

Die Dampfschiffahrts-Gesellschaft für den Nieder- und Mittelrhein (DGNM) war eine 1836 gegründete Aktiengesellschaft mit Hauptsitz in Düsseldorf. Das Unternehmen betrieb die Schifffahrt mit Dampfschiffen auf dem Rhein zwischen Mannheim und Rotterdam. Das Unternehmen war im 19. Jahrhundert an der Börse notiert und ging in der Köln-Düsseldorfer Deutsche Rheinschiffahrt auf.

## Geschichte
Die Aktiengesellschaft Dampfschiffahrts-Gesellschaft für den Nieder- und Mittelrhein zu Düsseldorf wurde am 22. September 1836 auf unbestimmte Dauer konzessioniert. Zu den Gründern gehörten Daniel von der Heydt und Carl Luckemeyer. Das Grundkapital hatte eine nominalen Wert von 550.000 Talern und war auf 2.750 Aktien à 200 Taler gestückelt. Die Aktie war an der Kölner Börse notiert. 1868 hatte die Gesellschaft Brutto-Einnahmen von 303.000 Talern bei einem Reingewinn von 71.000 Talern.
1853 schloss sich die Gesellschaft mit der 1826 gegründeten Preußisch-Rheinischen Dampfschiffahrtsgesellschaft zu einer Betriebsgemeinschaft zur Koordination des Linienverkehrs zusammen. Gesellschaftsrechtlich blieben die Unternehmen vorerst getrennt. Dieser Zusammenschluss bildet den Ursprung der heutigen Köln-Düsseldorfer Deutsche Rheinschiffahrt AG.
Langjähriger Direktor der Gesellschaft bis zu seinem Tod war der Ingenieur Carl Dietze (1824–1896).

## Unternehmenssitz
Das heute nicht mehr existente Direktionsgebäude des Unternehmens befand sich am Berger Ufer 1 (nach 1945 Mannesmannufer) in Düsseldorf. Das von Klein & Dörschel im Jahre 1898 erbaute Haus wurde in einer zeitgenössischen Veröffentlichung des Düsseldorfer Architekten- und Ingenieurvereins als Beispiel für „Geschäftshäuser[n] für besondere Geschäftszweige“ aufgeführt.
Im Sockelgeschoss befand sich die Hausmeisterwohnung und Registratur. Die Registratur war durch eine Treppe mit dem großen Büro im Hauptgeschoss verbunden. Daneben waren im Hauptgeschoss auch der Sitzungssaal für den Verwaltungsrat und die Arbeitszimmer der beiden Vorstandsbeamten zu finden. Im Obergeschoss befand sich die Direktorenwohnung. 
Die Hauptschauseite des Eckgebäudes mit einem Erkerturm wies zum Rhein. Das mit einer Klinkerfassade verkleidete Gebäude war im historistischen Stil der nordischen Renaissance gehalten. Die Architekturgliederungen waren „in freien Renaissanceformen aus Sandstein“ hergestellt.